# 바르게살기운동중앙협의회
사회정화위원회 1989년 폐지되면서 일부사무와 자산.조직 흡수하여 국민운동단체로 바르게살기운동 중앙협의회(-運動 中央協議會) 탄생하였으며, 서울특별시 동대문구 장한로11 에 위치하고 있다.

## 설립 근거
- 바르게살기운동조직육성법 제1조[1]

## 설립 목적
- 바르게살기운동은 독립된 개별법에 의해 설립된 국민운동 단체로서, 진실.질서.화합을 3대 이념으로 모든 국민이 함께 자율적이고 능동적으로 바르게살기운동을 전개함으로써 민주적, 문화적 국민의식의 함양과 선진국형 사회발전에 이바지함을 목적으로 한다.

## 3대 이념
- 진실: 개인의 진실한 마음을 바탕으로 서로 간에 신뢰하는 사회, 국민 모두가 믿고 함께하는 건강한 국가를 이루어 나간다. - 진실, 배려, 정직
- 질서: 자유주의의 이념과 가치를 존중하며, 부정과 부패를 추방하고 법질서를 확립하는 가운데 선진한국을 건설해 나간다. - 질서, 희망, 효율
- 화합: 열린 마음으로 서로 사랑하고 양보하며 친절 희생 봉사로서 따뜻한 사회를 조성하고 국민통합을 이루어 나간다. - 화합, 평화, 역동

## 연혁
- 1989년 4월 1일: 바르게살기운동중앙협의회 창립
- 1991년 12월 31일: 바르게살기운동 조직육성법 제정
- 1997년 3월 12일: 사단법인 설립 허가 (내무부 -> 현 행정안전부)
- 2009년 3월 31일: 제9대 김승제 중앙회장 선출
- 2012년 1월 18일: 제10대 최효석 중앙회장 선출
- 2014년 1월 22일: 제11대 윤홍근 중앙회장 선출
- 2015년 1월 27일: 제12대 윤홍근 중앙회장 선출
- 2020년 2월 19일: 제13대 정원주 중앙회장 선출
- 2021년 1월 27일: 제14대 정원주 중앙회장 선출
- 2022년 10월 27일: 제15대 임준택 중앙회장 선출

## 조직

### 중앙협의회
- 중앙회장
- 수석부회장
- 여성회장
- 산악회장
- 청년회장
- 대학생봉사단장
- 학생봉사단장
- 부회장단
- 감사
- 이사
- 사무총장
- 명예회장
- 고문단
- 자문위원
- 분과위원회
- 대학생봉사단
- 바른생활 학생봉사단
- 중앙회 사무처

### 시·도협의회
- 서울특별시협의회
- 부산광역시협의회
- 대구광역시협의회
- 인천광역시협의회
- 광주광역시협의회
- 대전광역시협의회
- 울산광역시협의회
- 세종특별자치시협의회
- 경기도협의회
- 강원도협의회
- 충청북도협의회
- 충청남도협의회
- 전라북도협의회
- 전라남도협의회
- 경상북도협의회
- 경상남도협의회
- 제주특별자치도협의회

시·군·구협의회(233개)
읍·면·동위원회(3,203개)